# Liste öffentlicher Kneipp-Anlagen in Baden-Baden
In der Liste öffentlicher Kneipp-Anlagen in Baden-Baden sind öffentliche Kneipp-Anlagen für Orte, die zum Stadtkreis Baden-Baden in Baden-Württemberg gehören, aufgeführt. Sie ist primär nach Orten sortiert, unabhängig davon, ob es sich um Ortsteile, Gemeinden oder Städte handelt. Kneipp-Anlagen können laut Kneipp-Bund in Form von Wassertretanlagen oder Armbecken vorliegen und unterliegen grundsätzlich nicht der Trinkwasserverordnung. Kneipp-Anlagen werden häufig künstlich angelegt. Daneben gibt es in den natürlichen Verlauf von Fließgewässern eingebettete Wassertretstellen. Kneippen ist eine Behandlungsmethode der Hydrotherapie, die auf der Grundlage von Sebastian Kneipp angewendet wird. Hierbei wird in kaltem Wasser auf der Stelle geschritten. In Armbecken werden die Arme bis zur Mitte der Oberarme ins kalte Wasser getaucht. Die Liste erhebt keinen Anspruch auf Vollständigkeit.

## Kneipp-Anlagen in Baden-Baden
Derzeit ist in Baden-Baden eine öffentliche Kneipp-Anlage erfasst (Stand: 8. Juni 2021):
| Bild | Ort                    | Beschreibung | ↴ Zufluss / ↳ Abfluss | Standort     |
| ---- | ---------------------- | --- | --------------------- | ------------ |
|      | Baden-Baden-Lichtental | Kneipp-Anlage im Merkurwald am Falkenbach. Die Kneipp-Anlage wurde 1932 gebaut. Damals noch mit Umkleidekabinen, die in den folgenden Jahren wieder abgebaut wurden. 2017/2018 wurde sie komplett saniert und quasi neu errichtet. Sie ist nur wenige Schritte vom Waldparkplatz der Talstation der Merkurbergbahn entfernt. Vom Parkplatz führt eine Beschilderung zum Kneippbecken. | ↴↳ Falkenbach         | ⊙ Merkurwald |